# بشخصه (ترانه بلاندی)
«بشخصه» (به انگلیسی: In the Flesh) ترانه‌ای از گروه موسیقی موج نو آمریکایی بلاندی است. این آهنگ که در اصل از آلبوم با نام مشابه گروه، بلاندی است، دومین و آخرین آهنگ بلاندی با ناشر پرایوت استاک بود. این ترانه به همراه «اکس-افندر»، به عنوان بی-ساید اولین تک‌آهنگ آمریکایی و بریتانیایی آن‌ها با کریسلیس رکوردز، «او را خرد کن» قرار گرفت.
در استرالیا، بعد از آن‌که این ترانه اشتباهاً از برنامهٔ موسیقی ملی استرالیا، کاونت‌داون، پخش شد، مورد پسند بینندگان قرار گرفت. کریسلیس رکوردز این ترانه را به عنوان یک تک‌آهنگ در استرالیا عرضه کرد؛ به همراه بی-ساید «آدم به دریا». پس از آن‌که این ترانه به رتبهٔ دو در جدول‌های موسیقی رسید، استرالیا به اولین کشوری تبدیل شد که بلاندی در آن به آهنگی موفق دست می‌یافت.

## پیشینهٔ پخش
‎US 7" (PS-۴۵٫۱۴۱)‎
1. «In the Flesh» (هری، استین) – ۲:۳۳
2. «Man Overboard» (هری) – ۳:۲۲

‎Australia 7" (K-۶۹۳۲)‎
1. «In the Flesh» (هری، استین) – ۲:۳۳
2. «Man Overboard» (هری) – ۳:۲۲